# Les Saleres (la Coma i la Pedra)
Les Saleres és un indret del municipi de la Coma i la Pedra al nord de la costa de Cal Miqueló, a la comarca catalana del Solsonès.